# Лейк-Маньяра (национальный парк)
Национальный парк Лейк-Маньяра (англ. Lake Manyara National Park) — национальный парк Танзании, расположенный на севере страны в области Аруша на озере Маньяра. Парк находится на пути туристов из областного центра Аруша к кратеру Нгоронгоро и национальному парку Серенгети.
С 1957 года территория парка является заповедной, до этого парк служил заказником. В 1960 году был создан национальный парк, а в 1981 году программа ЮНЕСКО «Человек и биосфера» включила парк во всемирную сеть биосферных резерватов.

## Физико-географические характеристики
Парк находится в 125 км к западу от города Аруша. Во время высокой воды озеро Маньяра занимает 200 из 330 км² площади парка, в обычном состоянии озеро занимает около трети парка. К сухопутной части парка относится и 5,5 км² суши, которые были добавлены на юге в 1974 году. Высота парка над уровнем моря колеблется от 960 до 1478 метров. Небольшая площадь парка не помешала ему стать одним из самых разнообразных парков страны. Природные ландшафты включают в себя озеро рифтовой долины, открытое побережье, густые леса и крутые горные склоны.
Парк представляет собой узкую полосу между щелочным озером Маньяра на востоке и рифтом Грегори на западе. В парке расположены основные склоны и вершины рифта, а также часть плато. Горный ландшафт рассечён речными долинами, часть из которых текут круглый год и составляют основу дренажной системы региона. На севере расположены пористые вулканические породы, которые дают основу для весеннего половодья. Южная часть парка характеризуется твёрдыми кристаллическими породами. В местах, где рифт близко подходит к озеру, расположены горячие источники.
В год в среднем выпадает 650 мм осадков. Сезон дождей разбит на две части: с ноября по декабрь и с февраля по апрель. Средняя годовая температура — 22°С.
|  |

## Флора и фауна
Обитатели парка сменяют друг друга в зависимости от топографии. Растительный мир парка был описан и каталогизирован несколькими учёными. Под рифтовым обрывом к востоку от озера находятся леса, питаемые подземными водами, основными растениями которых являются кротоны (trichelia roka, croton macrostachys), фикусы сикомор (ficus syc ómorus), кутровые (tabernaemontana usambarensis), а также травянистое растение свинорой пальчатый (cynodon dactylon). На краю лесного массива преобладает акация (acacia xanthophloea) и финиковая пальма (phoenix reclinata), в северной части парка после многолетнего отсутствия появился рогоз узколистный (typha angustifolia). В лесах центральной части парка преобладают акации (acacia tortilis и acacia sieberiana), а также баланитес египетский (balanites aegyptiaca), на юге можно встретить каперсы (capparis tomentosa) и колбасное дерево (kigelia Africana).
Западное побережье озера характеризуется щелочной растительностью, в частности спороболусом из семейства злаков (sporobolus spicatus), руэллия (ruellia megachlamys) и баобаб (adansonia digitata). Плато над рифтовой стеной подвержено пожарам, в отличие от остальной территории парка. Здесь растут огнестойкие травы, такие как themeda triandra из семейства злаков. Южнее на плато расположен еще не изученный лес Маранг (Marang Forest), который является заповедной зоной и имеет сходство с растительностью кратера Нгоронгоро.
|                   |       |               |
| Африканские слоны | Жираф | Водяной козёл |

Плотность млекопитающих в парке Лейк-Маньяра одна из самых больших в мире. В парке обитает большая популяция африканских слонов, продолжительные исследования которой начались в 1966 году. Для этих целей в центре парка расположен небольшой исследовательский лагерь. Плотность слонов составляет 6 особей на квадратный километр. Основу биомассы составляют также буйволы (18 особей на км²). Парк знаменит среди туристов львами, которые в дневное время отдыхают на деревьях в нескольких метрах над поверхностью. Учёные полагают, что такая привычка выработалась из-за большой плотности крупных животных. Чёрные носороги, которые раньше привлекали к озеру большое количество охотников, всё ещё обитают в парке, но не в таком большом количестве. В парке также представлены бегемоты, импалы, жирафы и зебры.
В парке присутствует более 400 видов птиц. На озере можно встретить розовых фламинго и других крупных водоплавающих птиц, таких как белые пеликаны, бакланы, аисты и ибисы. Наибольшая концентрация этих видов наблюдается в период гнездования с июня по сентябрь. В парке обитает по меньшей мере 44 вида хищных птиц, которые охотятся в дневное время, среди них пальмовые грифы (gypohierax angolensis) и ястребиные орлы (hieraaetus dubius).
|               |      |                      |
| Нильский гусь | Ибис | Сероплечий сорокопут |

## Охрана территории
Парк является ядром одноимённого биосферного резервата. Буферная зона составляет 10 000 км², зона сотрудничества — 18 000 км². По данным 1999 года на территории резервата проживало около 250 тысяч человек, в основном занимающихся сельским хозяйством. Проблему для сохранения биоразнообразия региона представляет незаконная рыбная ловля и отстрел животных.